# Brigadier
Pour les articles homonymes, voir Brigadier (homonymie).
Le sens du grade de brigadier varie selon l'armée, le pays et l'époque :
Dans certaines armées (Armée suisse), il correspond au général de brigade (OF-6 dans la nomenclature de l'OTAN) ;
En France dans les armes dites « montées », c'est un grade de militaire du rang (OR-4 ou OR-3 dans la nomenclature de l'OTAN) ;
C'est un grade dans les polices nationale et municipales françaises et dans l'administration pénitentiaire française.
Sous l'Ancien Régime en France, « brigadier des armées du Roi » était un grade permanent , le premier grade d'officier général, situé entre le grade le plus élevé des officiers supérieurs, c'est-à-dire celui de colonel et celui de Maréchal de Camp, tandis que dans l'armée britannique, brigadier était un grade temporaire attribué à un colonel exerçant un commandement de général (c'est devenu un grade permanent de nos jours).

## France

### Sous l'Ancien Régime
Le titre de « brigadier » est donné à ceux qui commandent des brigades, qui sont formées d'un où plusieurs corps de troupes, suivant la volonté du général de l'armée.

Dans l'armée française de l'Ancien Régime, le grade de brigadier des armées du roi ou des armées navales désigne un grade d'officier général. Ce grade disparu pendant la révolution était matérialisé en 1779 par une étoile unique, brodée sur l'épaulette, et venait après celui de maréchal de camp qui en comportait deux. À sa suppression, les maréchaux de camp sont devenus généraux de brigade.
Les subtilités d'appellations ne doivent pas engendrer de confusion dans les grades. Dans la cavalerie, le grade de brigadier et de sous-brigadier désignent les grades immédiats auxquels accèdent les cavaliers des troupes régulières.
Dans la maison militaire du roi et notamment les gardes du corps qui ont la préséance sur l'intégralité des autres unités, le brigadier des gardes du corps est un petit gradé, qui a par exception, rang de capitaine de cavalerie dans les unités régulières.

#### Brigadier des armées du roi
Dans l’armée de terre, le brigadier des armées du roi était un grade d'officier général, créé en 1657, intermédiaire  entre celui de mestre de camp et celui de Maréchal de camp .
Le grade fut d’abord créé dans la cavalerie à l'instigation de Turenne le 8 juin 1657, puis dans l’infanterie le 17 mars 1668 et dans les Dragons le 15 avril 1672. En temps de paix le brigadier commandait  son régiment et, en manœuvre ou en temps de guerre, il en commandait deux ou trois – voire quatre - réunis pour former une brigade (dont le sien mais par la suite, le grade fut également décerné  à des lieutenants-colonels, ce qui permettait de promouvoir un officier non doté de son propre régiment).
Le grade de brigadier des armées est supprimé en 1788, il était matérialisé par le port d'une étoile. À sa suppression en 1788, le nombre d'étoiles de ses supérieurs immédiats n'est pas modifié, ce qui explique pourquoi aujourd'hui les généraux français ont une étoile de plus à leur insigne que leurs homologues étrangers (notamment américains).
Le grade de « Chef de brigade » créé sous la Révolution française remplaçait celui de colonel. Un chef de brigade commandait alors une demi-brigade (nom qui avait remplacé celui de régiment).
Le grade de brigadier des armées réapparaît sous la Troisième République. Il désigne un colonel, expérimenté en tant que chef de régiment, qui a sous son commandement plusieurs régiments sans avoir les unités annexes qui feraient de ce groupe une brigade. Le brigadier des armées porte la tenue et les insignes du colonel. Le grade est définitivement supprimé en 1945.

#### Brigadier des armées navales
Dans la marine, le titre de brigadier des armées navales a été créé en 1782. En 1765, il avait été décidé que les cinquante capitaines de vaisseau les plus anciens prendraient rang avec les brigadiers, les autres prenant rang avec les colonels. L’ordonnance du 26 décembre 1782 crée le titre de brigadier des armées navales, qui pouvait être décerné aux capitaines de vaisseau sans condition d’ancienneté.
Le titre de brigadier des armées navales a été implicitement supprimé par l’ordonnance du 1er janvier 1786 qui créait les chefs de division.
NB: Dans la marine, le mot brigadier désigne parfois une fonction et non un grade: A bord d'une baleinière à avirons (plus guère utilisée sauf pour l'instruction des recrues) le brigadier est le matelot  qui donne la cadence du maniement des avirons (nager et non ramer en jargon marin) et veille aux accostages.Cf la très connue chanson chanson Fanny de Laninon due au talent de Pierre Mac Orlan

### Depuis leXIXesiècle

#### Armes montées
En France, depuis le début du XIXe siècle, dans les armes montées , le grade de brigadier est équivalent à celui de caporal. Les armes montées ou dites « à cheval » sont la cavalerie (devenue arme blindée et cavalerie), l'artillerie, le train et la gendarmerie.
Le grade supérieur de brigadier-chef est équivalent à celui de caporal-chef.

#### Gendarmerie nationale
De 1778 à 1918, le grade de brigadier désignait un chef de brigade et était précédé uniquement par le grade de gendarme.
À partir de 1972, avec la création du service national au sein des unités de la Gendarmerie nationale, les appelés du contingent, nommés gendarmes auxiliaires (GA), pouvaient accéder à différentes distinctions ou grades. Les grades de brigadier et de brigadier-chef ont alors été créés, avec comme équivalence les grades de caporal et de caporal-chef.
Avec la fin du service national, les gendarmes adjoints volontaires (GAV) ont remplacé les gendarmes auxiliaires. Il s'agit également de militaires du rang mais ils ne sont pas des engagés de longue durée comme dans les autres armes. Les brigadiers et brigadiers-chefs sont donc soit GAV - contrat limité à 6 ans -, soit réservistes.
| Grades de la Gendarmerie nationale française Brigadier |  |                          |
| Précédé par Première classe                            |  | Suivi par Brigadier-chef |

| Grades de la Gendarmerie nationale française Brigadier-chef |  |                              |
| Précédé par Brigadier                                       |  | Suivi par Maréchal des logis |

#### Polices nationales et municipales
Le grade de brigadier est également utilisé dans la police nationale (brigadier de police et brigadier-chef de police) et dans la police municipale (brigadier et brigadier-chef principal). Dans la police nationale, le brigadier de police commande une brigade de taille variable selon son type ou sa localisation. Ce grade correspond à celui d'adjudant dans l'armée française, d'où il tire son insigne (un liseré rouge sur une barrette, jaune pour le grade de brigadier et blanche pour le grade de brigadier-chef). L'ancien grade inférieur de « sous-brigadier de police » était une distinction honorifique donnée à un gardien de la paix à son 6e échelon, correspondant au grade de sergent-chef et se traduisant par un troisième chevron sur son épaulette. Cette distinction n'existe plus, notamment du fait que les échelons peuvent être désormais acquis autrement que par l'ancienneté dans le grade de gardien de la paix. Il existe deux grades supérieurs à celui de brigadier de police: le grade de brigadier-chef et le grade de major (qui, comme les majors dans l'Armée française, ne doit pas être confondu avec les officiers supérieurs correspondant aux commandants).
Dans l'argot professionnel, le mot « bricard » est souvent employé pour dire « brigadier ». Dans la police nationale, le sous-brigadier est familièrement surnommé « sous-balloches ».
Dans la police municipale, le grade de brigadier (un liseré rouge sur une barrette jaune) se situe immédiatement au-dessus du grade de gardien de police (1, 2 ou trois chevrons selon le degré d'avancement). Il est suivi par le grade de brigadier-chef principal, grade d'encadrement opérationnel.

#### Administration pénitentiaire
Le grade de brigadier a été créé en 2005, dans l'administration pénitentiaire française. Ce grade correspond plus à une distinction honorifique au même titre que le grade de surveillant principal. Un surveillant pénitentiaire devient brigadier via un tableau d'avancement et non via un concours.

#### Équivalents civils
- Contremaître
- Agent de maîtrise
- Porion (mines)
- prote (imprimerie)

## Italie
En Italie, au sein des Carabiniers et de la Garde des finances, les grades de vice-brigadier (vice brigadiere), brigadier (brigadiere) et brigadier-chef (brigadiere capo) correspondent grossièrement au grade de sergent de l'armée.

## Royaume-Uni
Au Royaume-Uni, au sein de la British Army et des Royal Marines, le grade de brigadier est intermédiaire entre ceux de colonel et de major-général et est le premier rang inférieur des officiers généraux, équivalent au rang de général de brigade dans les autres armées.

## Suisse

Insigne du grade de brigadier de l'armée suisse

Dans l'armée suisse, le grade de brigadier (en allemand Brigadier) se reconnaît par une étoile. Il se situe entre le colonel et le divisionnaire. Il est le premier grade des officiers généraux.